# Toronto City Hall
Toronto City Hall (còn gọi là New City Hall) là tòa thị chính của thành phố Toronto, Canada. Tòa nhà có tính biểu tượng cho thành phố và được thiết kế bởi kiến trúc sư Phần Lan Viljo Revell và kỹ sư người Mỹ gốc Đức Hannskarl Bandel xây dựng. Khai trương vào năm 1965, City Hall sẽ được quy về phong cách hiện đại, thay thế các chức năng của Old City Hall cũ (ở kế bên, xây dựng từ năm 1899, nay là tòa án). City Hall nằm trên Quảng trường Nathan Phillips, ở phía bắc của đường Queen Street giữa Osgoode Hall và các đường Bay Street.

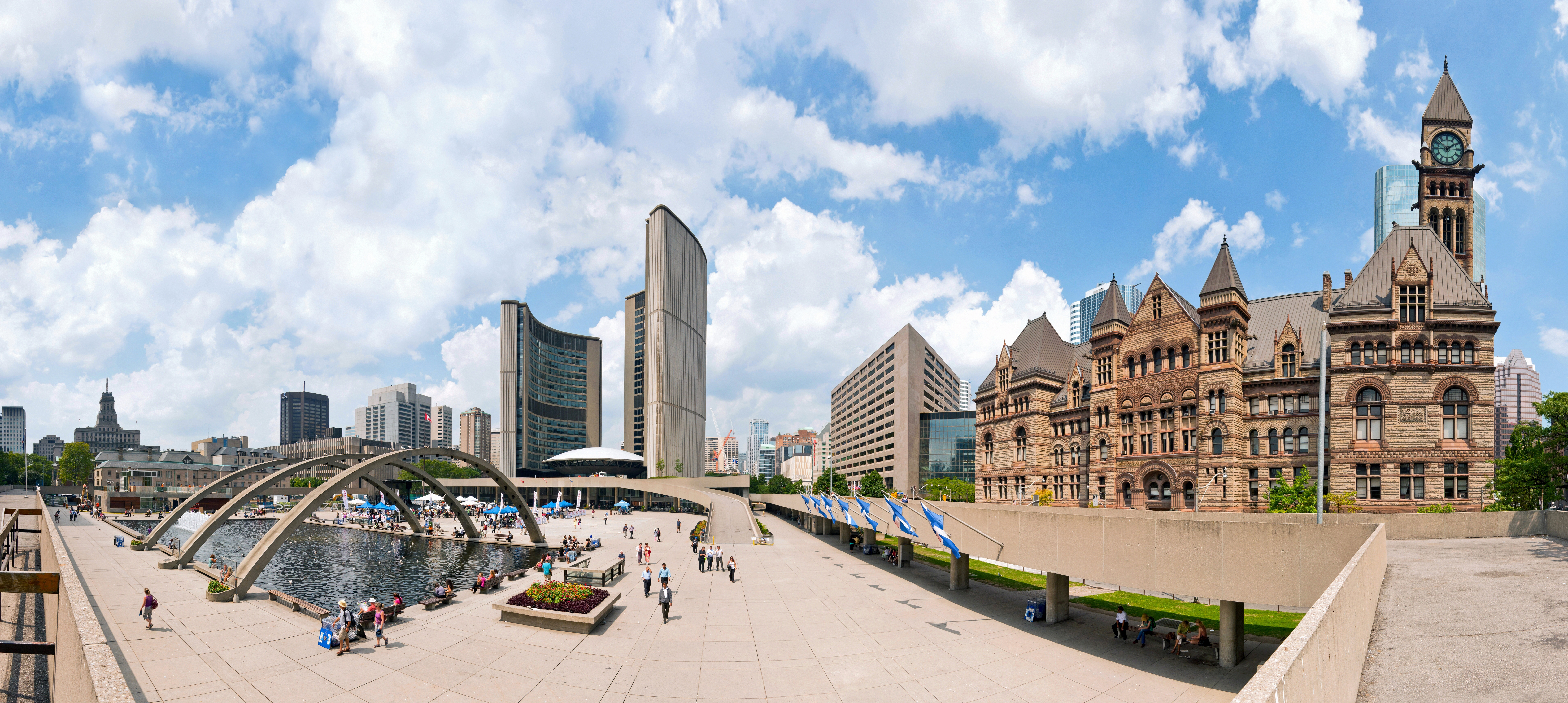
Quảng trường Nathan Phillips. Chính giữa ảnh là Tòa thị chính mới (Toronto City Hall), bên phải ảnh là tòa thị chính cũ
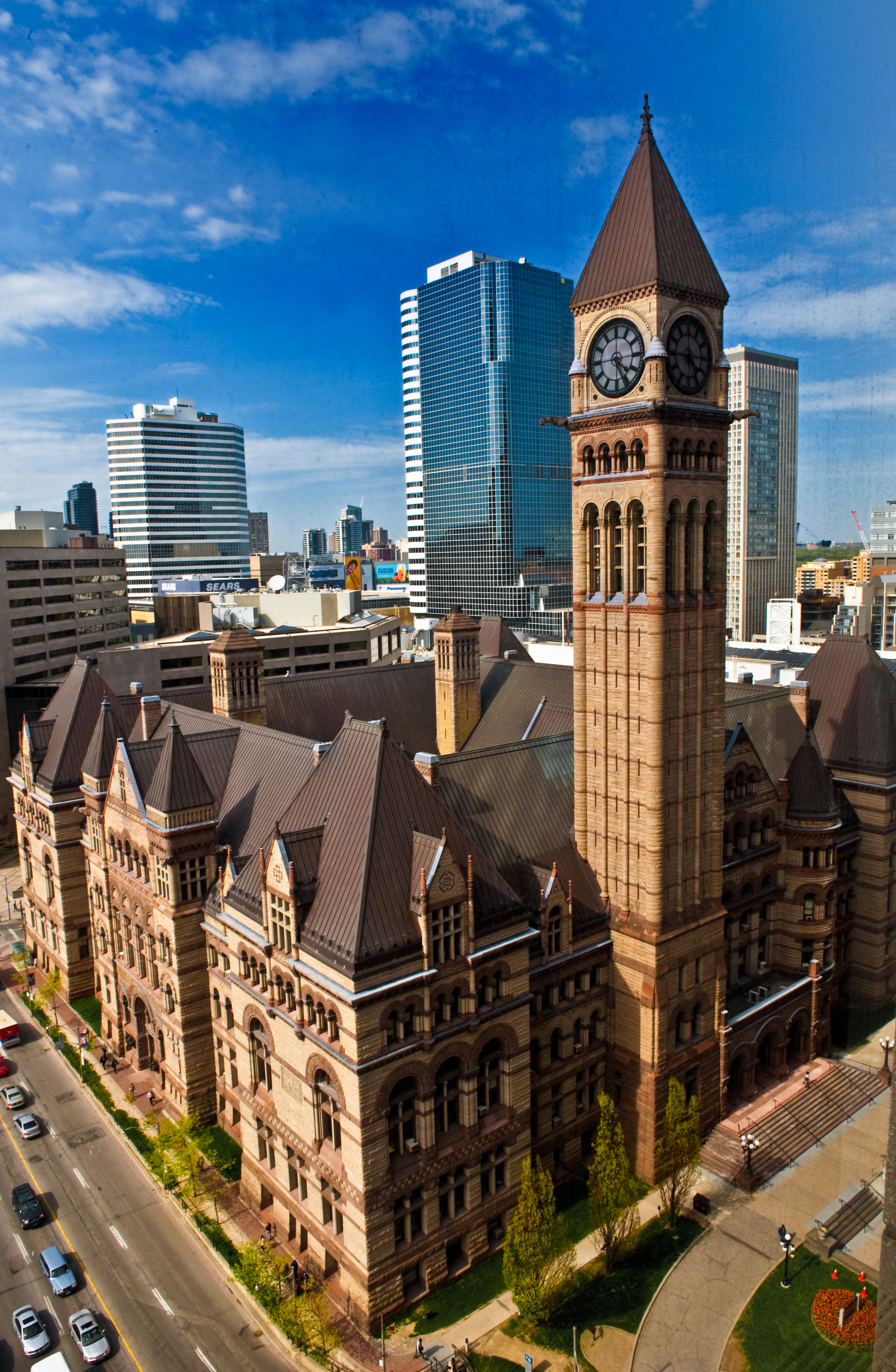
Tòa thị chính cũ (Old City Hall)